# Музей сравнительной зоологии
Музей сравнительной зоологии им. Луи Агассиса (англ. The Louis Agassiz Museum of Comparative Zoology, сокращённо MCZ) — один из самых крупных естественно-исторических музеев США, находящийся в ведении Гарвардского университета. Один из трёх музеев Гарвардского музея естественной истории.

## История
Музей сравнительной зоологии был основан под первоначальным названием Museum of Comparative Anatomy в 1859 году благодаря усилиям знаменитого зоолога Луи Агассиса, чьё имя увековечено в полном названии музея.

## Отделы
В музее 12 отделов:
- Отдел Биологической океанографии[англ.]
- Отдел Ихтиологии
- Отдел Палеонтологии беспозвоночных[англ.]
- Отдел Зоологии беспозвоночных[англ.]
- Отдел Морских беспозвоночных[англ.]
- Отдел Орнитологии
- Отдел Популяционной генетики
- Отдел Палеонтологии позвоночных[англ.]
- Отдел Энтомологии является держателем одной из крупнейших в мире коллекций насекомых и их типовых экземпляров. Здесь содержится более 7 миллионов насекомых 33 000 видов. Преобладают представители отрядов Жуки (48 %), Перепончатокрылые (33 %), Чешуекрылые (7 %) и Двукрылые (6 %).
- Отдел Герпетологии содержит более 325 000 экземпляров пресмыкающихся и земноводных, в том числе 3000 голотипов. Помимо образцов, сохраненных в спирте, коллекция содержит также 7000 скелетов и 20 000 гистологических препаратов.
- Отдел Малакологии содержит крупнейшую в мире коллекцию моллюсков, в которой 5000 первичных типов (англ. primary type) и более 300 000 каталожных экземпляров. В библиотеке отдела более 20 000 документов.
- Отдел Маммалогии (млекопитающих) обладает одной из самых богатых и разнообразных в мире коллекций млекопитающих, включая ископаемые формы. 85 000 экземпляров и 342 голотипа. Наиболее старые образцы датируются 1836 годом.

### Экспонаты
Среди ценных экспонатов множество доисторических животных:
Aenocyon dirus, Smilodon, Eryops, Tiktaalik, Ophiacodon, Probelesodon, Probainognathus, Vincelestes, Gobiconodon, Australopithecus, Homo, Menoceras, Mesohippus, Teleoceras, Equus, Lestodon, Panochthus, Toxodon, Moropus, Mammut americanum, Coryphodon, Stenomylus, Hypertragulus, Platygonus, Latimeria chalumnae, Dinodontosaurus, Pteranodon, Exaeretodon, Massetognathus, Thrinaxodon, Belesodon, Dinnebitodon, Stupendemys, Tylosaurus, Megalania, Hyperodapedon, Homoeosaurus, Toxochelys, Platychelys, Eurysternum, Xiphactinus, Paleothyris, Edops, Diploceraspis, Greererpeton, Bothriolepis, Osteolepis, Eusthenopteron, Cephalaspis, Edaphosaurus, Dimetrodon, Xenacanthus, Pantylus , Tremalops, Acheloma, Seymouria, Diplocaulus, Diadectes, Deinonychus, Ceratosaurus, Stegoceras, Tenontosaurus, Protoceratops, Coelophysis, Heterodontosaurus, Corythosaurus, Triceratops, Kronosaurus, Steneosaurus, Temnodontosaurus, Plateosaurus, Gualosuchus, Chanaresuchus, Gracilisuchus, Mesorhinosaurus, Aepyornis, Raphus cucullatus, Alca impennis, Dinornis, Monachus tropicalis, Hydrodamalis gigas, Meganeura, Eryon, Menippe, Potamon, Isotelus, Mecochirus, Bumastis, Eurypterus, Paradoxides

## Издания
Музеем публикуются следующие журналы:
- Breviora
- Bulletin of the Museum of Comparative Zoology
- Memoirs of the Museum of Comparative Zoology